# Friedrich Wilhelm Foerster
Friedrich Wilhelm Foerster (ur. 2 czerwca 1869 w Berlinie, zm. 9 stycznia 1966 w Kilchbergu) – niemiecki etyk, pedagog, twórca filozofii wychowania jako kształtowania charakteru, koncepcji wychowania do wolności wyboru. Syn Wilhelma Juliusa Foerstera, brat Karla Foerstera.

## Życiorys
Foerster urodził się w Berlinie w wolnomyślicielskiej rodzinie, jako syn Wilhelma Foerstera – dyrektora obserwatorium astronomicznego i Karoliny z Paschenów. Wychowywany był w duchu humanizmu, klasyczności i niemieckiego idealizmu, a ideał obyczajowy, który zastępował w tym środowisku religię i kształtowana przez całe życie świadomość etyczna wywarły znaczący wpływ na jego poglądy. W 1889 r. otrzymał świadectwo dojrzałości gimnazjum Fryderyka Wilhelma w Berlinie i rozpoczął studia filozoficzne i socjologiczne studia na uniwersytetach we Fryburgu Badeńskim i Berlinie. W 1893 r. obronił pracę doktorską „Rozwój etyki Kanta aż do krytyki czystego rozumu”.
Okres działalności na rzecz idei etycznych
W działalność na rzecz idei etycznych zaangażował się w wieku 24 lat – został członkiem założonego przez F. Adlera „Ruchu Etycznego”, był redaktorem naczelnym tygodnika „Kultura Etyczna”. Początkowo swoje poglądy przeciwko nacjonalizmowi pruskiemu wypowiadał na łamach prasy, wkrótce jednak spostrzegł bezcelowość takiego zachowania i udał się w pierwszą podróż do Anglii i Ameryki, studiować nad tamtejszym ruchem robotniczym i wychowaniem. Jego zainteresowania koncentrowały się już wówczas wokół zagadnień karności, stąd też chęć przyjrzenia się sądownictwu dla małoletnich przestępców. Po powrocie do Niemiec oddał się karierze uniwersyteckiej, która jednak została dramatycznie przerwana skazaniem na 3-miesięczny pobyt w więzieniu w Wechselmünde, za wymierzona przeciwko socjalistom krytykę mowy cesarza Wilhelma II. Dalsze lata swojego życia spędzał on więc w Szwajcarii, gdzie w Zurychu objął posadę sekretarza generalnego Międzynarodowego Związku Etycznego.
Z tego okresu pochodzi praca „Bezrobocie i współczesny rozwój gospodarczy”. W 1899 r. habilitował się na Uniwersytecie Zuryskim na podstawie pracy „Wolność a odpowiedzialność moralna”.
Okres przełomu wiary
Rok 1899 był dla Foerstera przełomowy o tyle, że doświadczył głęboko przeżytego nawrócenia. Początkiem zwrócenia się ku chrześcijaństwu były próby poszukiwania odpowiedzi na poważne problemy etyczne, których nie mógł do końca rozwiązać jako „nowoczesny” i „niezależny” etyk. Zaś podróż po Ameryce i obserwowanie nędzy ludzi mieszkających w przemysłowych dzielnicach wielkich miast, a także wiele czasu spędzanego na przemyśleniach stały się katalizatorem dla tego procesu. Sam mówi o tej przemianie – „Zacząłem patrzyć na chrześcijaństwo zupełnie innymi oczyma. Zdawało mi się ono poprzednio obce dla życia, przestarzałe i martwe – teraz ujrzałem, że ja jestem obcy dla życia – martwy.” Foerster wyznawał „pierwotne” chrześcijaństwo – „zawisł ostatecznie między protestantyzmem a katolicyzmem”, a jego antropologia z biegiem lat była coraz bliższa nauce kościoła katolickiego, przez co wywarł on też silny wpływ na katolicką pedagogikę religijną. W książce „Religia, a kształcenie charakteru. Dociekania psychologiczne i pedagogiczne wskazania” podsumował wcześniejszy etap swojego życia, przyznając, że „przez osiem lat prowadził Kursa dla młodzieży (…) ażeby teoretyczne poglądy na tym polu zastosować i stwierdzić praktycznie. I oto samo już baczne i pilne rozważnie stanów człowieka wewnętrznego oraz obserwacja pedagogiczna wystarczyły mu do poznania, że był z błędzie, gdyż prawdziwe poznanie natury ludzkiej oraz oparte na nim do głębi sięgające oddziaływanie na wolę ludzką można znaleźć jedynie w religii chrześcijańskiej”. Ostatecznym zakończeniem tego okresu stała się rezygnacja z pracy w Związku Kultury Etycznej i publikacji w gazecie „Kultura Etyczna”.
Jednocześnie zyskiwał on coraz większą popularność, czego wyrazem jest fakt, że jego wykłady gromadziły tłumy słuchaczy, a książki rozchodziły się w tysiącach egzemplarzy.
Z tego okresu pochodzą: „Nauka o młodzieży” (Jugendlehre) 1904, „Wiedza o życiu” (Lebenskunde) 1904, „Technika i etyka” (Technik und Ethik) 1905, „Szkoła i charakter” (Schule und Charakter) 1907, „Etyka i pedagogika płciowa” (Sexualethik und Sexualpädagogik) 1908, „Chrześcijaństwo a walka klas” (Christentum Und Klassenkampf) 1908, „Umiejętność życia” (Lebensführung) 1909, „Autorytet i wolność” (Autorität Und Freiheit) 1910, „Wychowanie obywatelskie” (Staatsbürgerliche Erziehung) 1910, „Wina i pokuta” (Schuld und Suhne) 1911, „Zagadnienie służących i panie domu” (Dienstbotenfrage Und die Hausfrauen) 1912.
Okres chrystocentryczny
W 1913 r. Foerster objął katedrę pedagogiki na uniwersytecie wiedeńskim, jednak trzeba przyznać, że nie obawiał się wyrażać swoich poglądów i tak, wskutek krytyki pod adresem monarchii austro-węgierskiej, musiał opuścić Wiedeń i w kwietniu 1914 r. rozpoczął pracę w katedrze pedagogiki uniwersytetu w Monachium. W czasie I wojny światowej wielokrotnie występował przeciwko szowinizmowi i militaryzmowi, „wojna była według niego wynikiem amoralnej polityki Bismarcka i jego następców, a jego zdaniem misją Niemiec było zorganizowanie federacji państw europejskich. Niemniej poglądy te sprawiły, że zmuszony był po raz kolejny wyemigrować do Szwajcarii.”. W tym czasie ukazały się: „Kara i wychowanie” (Strafe Und Erziehung) 1914, „Młodzież niemiecka a wojna światowa” (Die deutsche Jugend Und der Weltkrieg) 1915, „Wychowanie i samowychowanie” (Erziehung Und Selbsterziehung) 1917.
W czasie wojny zaprzyjaźnił się z idealistą – Kurtem Eisnerem, od którego już po zakończeniu I wojny światowej otrzymał stanowisko posła bawarskiego w Szwajcarii, jednak utracił je po udanym zamachu na przyjaciela. Zajął się wówczas wyłącznie pracą naukową w Lucernie i z tego okresu, poza licznymi artykułami publikowanymi w Etische Kultur i w Die Menschheit od 1900 r., pochodzą następujące działa książkowe: „Anglia w oświeceniu H. S. Chamberlaina” (England In H. S. Chamberlaines Beleuchtung) 1918, „Etyka i pedagogika polityczna” (Politische Ethik Und politische Pädagogik) – nowe wydanie (Staatsbürgerliche Erziehung) 1918, „Dzieło Bismarcka w świetle polityki wielko niemieckiej” (Bismarcks Werk Im Lichte der grossdeutschen Politik) 1918, „Wątpliwości co do szkoły jednolitej” (Badenken gegen die Einheitsschule) 1918, „Polityka świata a sumienie świata” (Weltpolitik Und Weltgewissen) 1919, „Co sądzić o niemieckim sposobie prowadzenia wojny” (Zur Beurteilung der deutsche Kriegführung) 1919, „Moja walka przeciw militarystycznym i nacjonalistycznym Niemcom” (Mein Kampf gegen das militaristische Und nationalistische Deutschland) 1920, „Problemat kulturalny Kościoła” (Das kultur problem der Kirche) 1920, „Chrześcijaństwo a pedagogika” (Christienum und Pädagogik) 1920, „Liga narodów, jako wspólnota kulturalna” (Völkerbund als Kulturgemeinschaft) 1920, „Centralizm czy federalizm” (Zentralismus oder Föderalismus) 1920, „Chrystus a życie człowieka” (Christus und das menschliche Leben) 1921, „Etyka stosowana w polityce” (Angewandte politische Ethik) 1922, „Dusza młodzieży, jej dążenia i cele” (Jugendseele, Jugendbewegung und Jugendziel) 1923.

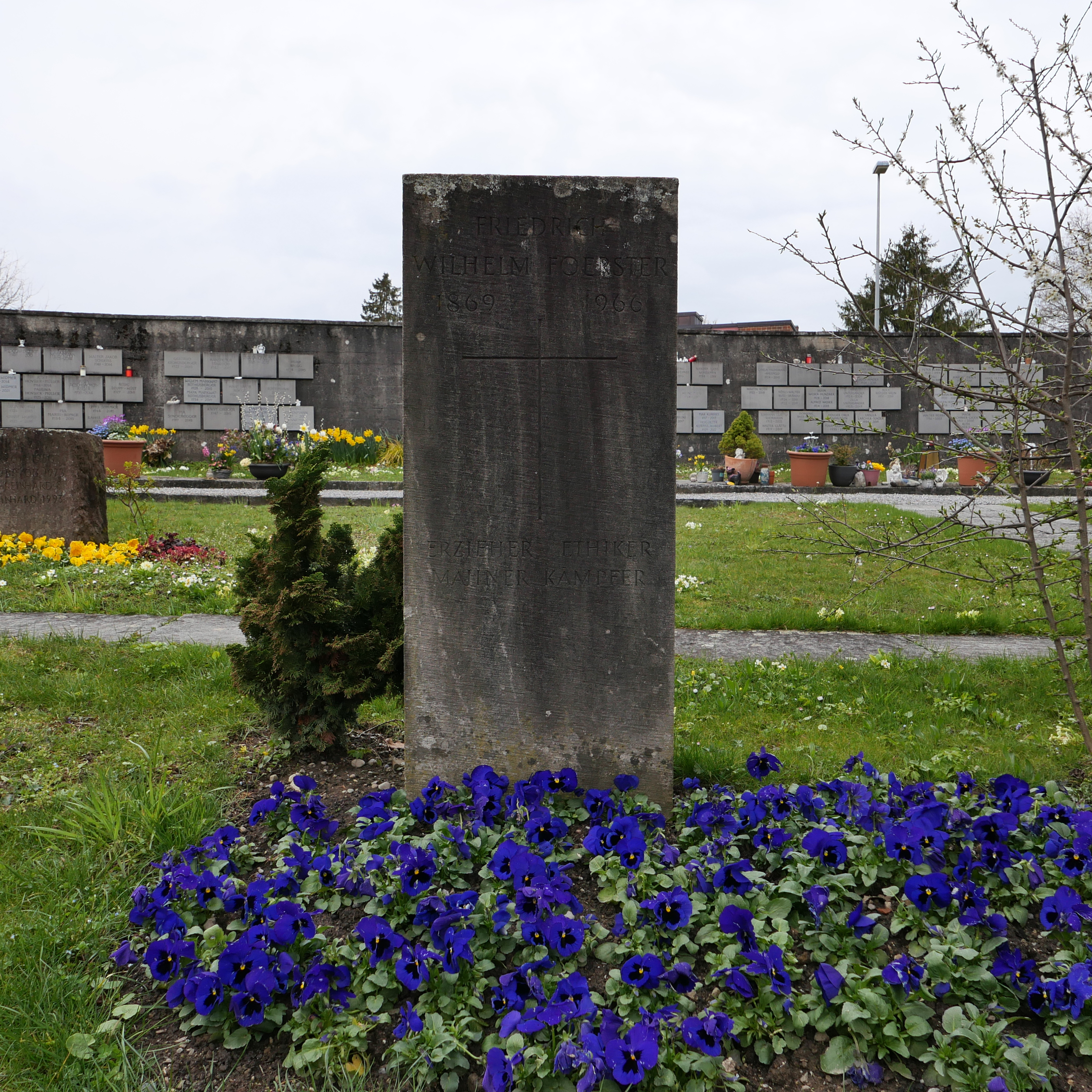
Grób Friedricha Wilhelma Foerstera na cmentarzu w Kilchbergu. Na nagrobku widnieje napis „Erzieher Ethiker Mahner Kämpfer” („wychowawca – etyk – upominający – bojownik”)

Sądząc już po tytułach jego dzieł – Foerster angażował się bardzo mocno w politykę i na bieżąco odpowiadał na nastroje, jakie panowały w społeczeństwie niemieckim, a przy tym szczególnie nie zgadzał się z kierunkiem myśli, jaki prezentowały ówczesne Niemcy. „Obserwując dochodzenie do władzy Adolfa Hitlera, pisał: <Znowu widzimy, jak banda bezideowa i bezduszna (…) pcha się do decydowania o losie Niemiec>, a na rok przed objęciem przez Hitlera władzy w artykule Quo vadis Germania? w piśmie „Die Zeit, Organ für grundsätzliche Orientierung” pisał o groźbie wojny światowej. Nic więc dziwnego, że po objęciu sterów przez Adolfa Hitlera, został on pozbawiony obywatelstwa niemieckiego i od 1933 r. przebywał w Paryżu, a w latach 1942–1964 w Nowym Jorku. W czasie II wojny światowej mówił o <niemieckim nazizmie, barbarzyńskim i głęboko zakorzenionym>”, co przyczyniło się do publicznego palenia przez faszystów jego dzieł w Monachium i Berlinie.
W 1951 r. w Bonn zostało utworzone F.-W.-F.-Gesellschaft, jednak Foerster nigdy już do Niemiec nie wrócił. Zmarł w 1966 r. w Kilchsbergu.
Jego poglądy miały tak wielu przeciwników, jak i zwolenników. Wyrażając je, wielokrotnie narażał się ówczesnym władzom i ponosił osobistą cenę za konsekwencję i wierność poznanej prawdzie, jednak całym swoim życiem potwierdzał głoszone przez siebie teorie.
Był laureatem wielu doktoratów honoris causa. Odznaczony został złotym medalem za zasługi dla chrześcijańskiej kultury Uniwersytetu Katolickiego w Windson (Kanada). W roku 1964 otrzymał wyrazy uznania i błogosławieństwo papieża Pawła VI.
Foerster jako pedagog
Foerster powiedział o sobie, że nie jest pedagogiem ani z urodzenia ani z wykształcenia, co potwierdza fakt, że w czasie swojej działalności naukowej wygłosił więcej wykładów z etyki, polityki czy socjologii, niż pedagogiki. Zresztą dość sceptycznie podchodził do pedagogiki jako nauki. Twierdził, że to, co można naukowo powiedzieć o problemie wychowania ma ograniczoną wartość, bowiem pedagogiczne poznanie dokonuje się bardziej przez psychologiczną intuicję, która nie jest każdemu dana, niż przez naukowe myślenie.
W jego życiu najpierw pojawiły się pytania o etykę, które później wiodły go ku konieczności praktycznego ich rozwiązania na gruncie analiz pedagogicznych. Nie interesowały go reguły etyczne jako takie, lecz konkretne warunki ich urzeczywistniania.

## Wpływy filozoficzne
Foerster wielokrotnie w ciągu swojego życia nawiązywał do innych, znanych już wówczas filozofów, przede wszystkim: św. Augustyna, św. Tomasza, F. Nietzschego, A. Schopenhauera, I. Kanta, czy Platona.
„Św. Augustyn powiedział raz, że naukę o zwyrodnieniu natury ludzkiej ten tylko zrozumie, kto naprawdę zwalcza swe namiętności” Foerster natomiast zwalczanie swych namiętności przypisuje temu, czemu ma służyć kształtowanie charakteru – przezwyciężaniu siebie. Dla niego, owo przezwyciężanie siebie nie istnieje bez samowychowania i poprzedzającego go – wychowania do samowychowania. Wyznacza on wyraźną zależność między popędami i odruchami ciała a kierującym nimi duchem, który tak, jak u św. Augustyna – nadaje człowiekowi właściwą wartość. Zarówno św. Augustyn, jak i Foerster przedstawiali życie jako nieustanną „walkę”, ciągłe ścieranie się radości i smutków, dobra i zła, a przez to konieczność dokonywania wyborów. Zdaniem Foerstera człowiekowi pomagają w tym wykształcone: wola i charakter, bowiem – jak pisał Augustyn – człowiek może sobie poradzić z przeciwstawnością tęsknot i aspiracji, jeżeli wychowanie go do tego przygotuje, wyposaży w umiejętność dokonywania własnego, zewnętrznie nie determinowanego, wolnego wyboru. Jednocześnie wolność nie oznacza tutaj kierowania się egoistycznymi pobudkami, ale świadomy, trudny wybór absolutnych wartości – jest to droga, która przez zdobywanie autonomii wewnętrznej wiedzie ku Bogu.
Jak przyznaje sam Foerster – studia nad działami św. Tomasza dały mu „decydujące dla jego dalszego życia wyobrażenia o obrazie porządku rzeczywistości”. Dla obu świat jest uporządkowanym systemem materialnych i duchowych bytów, pomiędzy którymi, łączący oba te elementy, znajduje się człowiek. Wielokrotnie powołuje się on na stwierdzenie św. Tomasza, że moralność jest ruchem stworzenia ku Bogu, dlatego też życie moralne nie może być w jego opinii etyczną, dowolną mozaiką, ale winno stanowić odkrywanie „Bożego planu”. Jednocześnie, przyznając, że zachwycanie się własnym postępem moralnym jeszcze bardziej niszczy człowieka niż wina, unika on zarzutu o eudajmonizm. Podobnie jak św. Tomasz, Foerster przyznaje, że człowiek jest istotą „spotencjalizowaną”, która z samej natury dąży do urzeczywistnienia się w pełni bytu.
Foerster, mimo nierzadko skrajnego stanowiska, wielokrotnie nawiązuje do nietzscheańskiej interpretacji człowieka i świata. Jednym z powodów jest fakt, że F. Nietzsche pokazał „konsekwencje odrzucenia Boga: immoralizm, pustkę egzystencjalną, tragizm ludzkiego losu, perspektywy nihilizmu”. U Foerstera Bóg nie umarł – jest żywy, a wartości nie „przewartościowały się” – nie muszą płynąć z życia. Nową uniwersalną rzeczywistość można tworzyć poprzez likwidację przepaści pomiędzy postępem materialnym a moralnym ludzkości. Zarówno Foerster, jak i Nietzsche budują obraz silnego człowieka, którego moc nie pozwala mu uginać się przed jego popędami, ułomnościami i zewnętrznymi czynnikami płynącymi ze świata. Wszystko to następuje na drodze „samoprzezwyciężania”, które jest zasadniczą drogą do doskonałości – do „mocnego charakteru” lub „nadczłowieka”.
Foerster w swoim dziele Chrystus a życie ludzkie nawiązuje bezpośrednio do Schopenhauera, mówiąc, że w jego poglądach „zdobywa natura niejako własną samowiedzę; zmusza on [Schopenhauer] ją do wyznania prawdy, aczkolwiek czyni to ona niechętnie, gdyż złudzenie stanowi przecież środek walki, za pomocą którego natura stara się opanować ducha”. Poza tym zaczerpnął on od Schopenhauera utożsamianie woli z charakterem – najbardziej wewnętrzną i niezmienną strukturą człowieka, w której istotę stanowi wola. Schopenhauer stał na stanowisku owej niezmienności charakteru, twierdząc, że wychowanie narzuca tylko pewną szatę na to, co ukształtowane, ale tego nie zmienia – w czym zdecydowanie różnił się od Foerstera. Niemniej można przyjąć, że świadomość jego poglądów ustrzegła Foerstera przed popadnięciem w zbyt entuzjastyczny optymizm w wychowaniu.
Platon z kolei był dla Foerstera wielkim organizatorem świata wewnętrznego poprzez to, że wyznaczył każdej sile należne jej miejsce i zadanie. Nauki Platona o ideach mogą przyczynić się do odwrócenia człowieka od rzeczy zewnętrznych i skierowanie jego uwagi do wewnątrz. Jak zauważa on i wyraźnie z tą filozofią się identyfikuje – Platon podkreśla przezwyciężanie samego siebie jako dobro osobiste, nawet wówczas, gdy wymagane jest przez państwo.
Wyraźny wpływ na poglądy Foerstera miał też I. Kant (z jego życia i twórczości napisał doktorat), którego najbardziej odpowiadające mu myśli streszcza on w słowach: „ludzie obdarowani największą mocą sumienia, odczuwali wyraźnie po wsze czasy, że moralne ich pobudki nie są bynajmniej tylko refleksem społecznych warunków życia (…) wyższa duchowa siła w człowieku nie może wyczerpać się całkowicie w służbie zmysłowego ja, lecz stara się raczej powrócić do swego Praźródła i jemu to podporządkować i oddać w służbę całe życie organiczne. (…) pod tym względem słuszność pozostaje po stronie Kanta, a nie płytkich wywodów ewolucjonizmu: na człowieka włożone jest z góry przez najistotniejszą jego istotę coś, czemu nigdy nie może się sprzeniewierzyć, nie odczuwając równocześnie tego upadku jako wstrząsu.”

## Poglądy
Ideał charakteru
Celem wychowania dla Foerstera jest kształtowanie charakteru, pojawia się więc pytanie – co określa on tym mianem. Jak słusznie sam zauważa – potocznie może być on rozumiany z jednej strony jako coś zupełnie neutralnego, mianowicie dążenia woli, duchowe i obyczajowe właściwości człowieka (tutaj mówimy zarówno i dobrym, jak i złym charakterze), z drugiej zaś charakter oznacza najpewniejsze cele każdego wewnętrznego kształcenia – „posiadanie charakteru” (w tym znaczeniu charakter ma znaczenie wyłącznie pozytywne).
Wychowanie więc ma służyć wykształceniu w człowieku czegoś silnego i niezmiennego, osobowości, która pozostanie wierna swojemu duchowemu przeświadczeniu i nie podda się żadnym zewnętrznym wpływom. Foerster raczej unika dokładnego definiowana wykorzystywanych przez siebie pojęć, częściej zastępuje je plastycznymi opisami zachowań, które mogą je oznaczać. Dlatego też, przy rozstrzyganiu czym jest charakter, z pomocą przychodzi nam A. Szycówna – autorka wstępu do polskiego wydania książki „Szkoła i charakter”, która głosi „charakter człowieka – to takie wykształcenie jego woli, które wytwarza całkowite panowanie nad popędami, uczuciami, myślami, kierowanie ich ku świadomym, jasno określonym celom, dążenie do najlepszego spełnienia zadań życiowych, zgodnie z ideałem prawdziwego człowieczeństwa.”.
Posiadanie dokładnie określonego celu wychowania zapobiega też według niego jednostronnemu rozwojowi i umożliwia utrzymanie poszczególnych czynników kształcenia we właściwej proporcji względem celu ogólnego tak, aby bieżące potrzeby nie przesłoniły dążenia do ideału. Cel wychowania jest celem nadrzędnym i utożsamia go z celem, sensem życia, dlatego też jego system wychowawczy można nazwać „filozofią wychowania”. Przywiązuje on także dużą uwagę do jasnego sprecyzowania celu, bowiem taki, sformułowany mgliście nie dysponuje żadna siłą.
Zatem opisując dobrze ukształtowany charakter, zwraca on uwagę na fakt, że współcześnie dwa pierwiastki – męski i żeński, które powinny wzajemnie się łączyć, rozpadły się; postuluje tym samym ich syntezę tak, aby stworzyć uniwersalny charakter odpowiadający wszystkim stronom życia (samostwierdzenie a poświęcanie się, siła a miłość, stałość a dopasowanie się, energia a delikatność, koncentracja a ekspansja). Twierdzi, że praprzyczyną owej ambiwalencji ludzkich zachowań jest grzechem pierworodny, za sprawą którego współcześnie dusza człowieka jedną swą częścią chce jednego, a drugą czego innego. Foerster przyznaje religii pierwszorzędne miejsce w procesie wychowania. Jest on świadomym, że „w teraźniejszej epoce pedagogicznej techniki” istotniejsze niż znajomość „praktycznych metod”, „jest przepojenie duchem wszystkich swoich praktycznych prac”.
Wychowanie moralne
Foerster zwraca uwagę na to, że niektóre praktyczne umiejętności, jakich nabywa człowiek w życiu, np. to czym jest linia prosta nie mogą być przydatne, o ile człowiek nie wie, co w życiu jest krzywym, a co prostym i nie potrafi odróżniać dobrego od złego. Dlatego też tak wielką uwagę przywiązuje do wychowania moralnego, którego źródło – jak twierdzi – powinno tkwić nie w zewnętrznych nakazach, ale w samym dziecku, aby samo, z wewnętrznych pobudek chciało czynić dobrze. Wskazywał na niewystarczalność naukowych prób uzasadnienia moralności, jego zdaniem jedynie religijne uzasadnienie moralności tworzy „prawdziwie osobistą sankcję, usprawiedliwiającą prawo społeczeństwa wobec pragnienia życia osobistego i wiążącą dobro społeczne ze zbawieniem duszy”.
Doskonałość moralna jest dla niego drogą, a nie celem ostatecznym. Dążenie do poznania prawdy o sobie odsyła zawsze poznający podmiot zawsze do źródła, czyli do prawdy o Bogu, którego człowiek w swej istotnej, osobowej strukturze jest obrazem.
Podkreśla on przy tym znaczenie cnoty prawdomówności i zauważa, że kłamstwo stanowi hamulec dla wpływu wychowawczego nauczyciela, stąd powinien on mieć świadomość motywów, które mogą skłonić dziecko do ucieczki w kłamstwo. Analizuje pewne kategorie kłamstw (m.in.: fantastyczne – związane z rozwojem wyobraźni, heroiczne – wywodzące się ze szlachetnych pobudek, egoistyczne – będące ucieczka od tego, co przykre i niemiłe, społeczne – służące przypodobaniu się otoczeniu i podniesieniu swojej oceny w oczach innych) i wywodzi z nich postulaty odnośnie do właściwych działań wychowawczych – jednym z kluczowych jest tutaj tworzenie atmosfery wzajemnego zaufania i unikanie uczucia strachu, które powoduje, że dziecko woli uciekać do świata kłamstwa, a także traktowanie przez wychowawcę tego, już wypowiedzianego, jako nieszczęście, które dotknęło i jego.
Wychowanie woli
Foerster uważał, że działania wychowawcy powinny pomagać uczniowi w zapanowaniu nad swoim ciałem – bólem, potrzebami, namiętnościami, uczuciami, podnietami czy uporem – i podporządkowaniu tych elementów władzy duchowej. Słabość woli zaś odpowiada za wewnętrzne konflikty i bezład człowieka, dlatego najistotniejsze dla człowieka jest odnalezienie takiego kierunku w swoim życiu, który prowadzi do Boga, aby potem drogę tę wybrać i wyborowi temu podporządkować każdy następny. Foerster zakłada, że obierając właściwy i zgodny z Dobrem kierunek, człowiek może postępować zgodnie z wolną wolą i wówczas każdy jego krok będzie postępem na drodze do doskonałości moralnej.
Foerster wyróżnia różne rodzaje woli, m.in. centralną i obwodową, duchową i naturalną, osobistą i samowolę. „Wola życia (naturalna) jest wolą niższą, ale nie pozbawioną swoistej celowości. Rządzą nią czynniki i bodźce płynące ze sfery popędów. Jest to wola egocentryczna, ukierunkowana na zaspokojenie własnych potrzeb. Osoba musi wyswobodzić się wewnętrznie, by być wolną dla innych, wyzwolić miłość do innych z egoistycznych namiętności i pobudek. Zdaniem Foerstera, wola naturalna nie może być regulatorem ludzkiego postępowania, nie istnieje naturalna dobra wola. (…) Istnieje w człowieku anima immortalis, pewna „moc duchowa” działająca poza naturalnym (organicznym) bytowym „uposażeniem”. Foerster nazywa ją „wolnością tajemną”. Człowiek nie jest w stanie odróżnić woli naturalnej i duchowej, akty te przenikają się nawzajem i wzajemnie determinują.” Stąd też znaczenia nabiera proces wychowania woli, który wzmacnia duszę i skupia wszystkie jej siły w Prawdzie, służyć ma temu ćwiczenie energii czynnej („siły chcenia”) i energii hamującej („siły niechcenia”), określonych przez Foerstera jako „niezachwiane tak” i „niewzruszone nie”. W określeniach tych dominuje kategoryczna i bezkompromisowa stanowczość, która jest celem wszelkiego kształcenia woli.
Wolność woli nie jest równoznaczna z autonomią człowieka, którą posiada jedynie Bóg. Stąd dla Foerstera wybór Boga jest urzeczywistnianiem wolności, zaś jego odrzucenie ową wolność unicestwia.
Dobrowolne posłuszeństwo
Foerster przyznaje że wykorzystywanie karności w wychowaniu jest zasadne tylko wtedy kiedy nie służy zmianie zachowania wyłącznie w sytuacji realnej groźby kary i ma związek z uogólnieniem i kształtowaniem pozytywnego wzorca. Przyznaje bowiem, ze „pochwała tego, co dobre, stanowi najciężej potępienie tego, co złe”. „Główna sztukę wychowawczą stanowi w ogóle nie ganienie i łajanie, lecz ułatwianie drogi do tego, co dobre”. Nie należy zatem za bardzo rozbudowywać systemu zakazów, ciągle wszystkiego zabraniając, ponieważ w ten sposób można doprowadzić w duszy dziecka do zatarcia granicy między tym co dobre i złe. Foerster postuluje również rozciągniecie działalności wychowawczej na wszystkie obszary funkcjonowania szkoły, nie można bowiem – jak zauważa – ograniczać procesu wychowawczego jedynie do specjalnych lekcji, pogadanek, czy jednorazowych akcji, każdy nauczyciel powinien pamiętać o tym, że niezależnie czym w danej sytuacji się zajmuje, powinien być przede wszystkim wychowawcą. Twierdzi, że „posłuszeństwo to ten rodzaj służby, który nosi nazwę doskonałej wolności”.
Wychowanie obywatelskie
Foerster uważał państwo za zbiór jednostek o różnych przekonaniach i interesach życiowych, stąd też postulował, aby wychowanie obywatelskie służyło wyzbywaniu się egoistycznych pobudek, kształtowaniu poczucia odpowiedzialności, tolerancji wobec innych, pokonywania siebie w obcowaniu z innymi. Zwraca on uwagę na ćwiczenie współczucia, budzenie uczucia wdzięczności, kształtowanie w wychowankach poczucia odpowiedzialności (tutaj szczególna rola przypada samorządom uczniowskim). Wychowując uczniów na dobrych obywateli, nauczyciel powinien rozwijać ich kulturę społeczną, pomóc nabywać takie cechy jak delikatność, wrażliwość, umiejętność łączenia prawdomówności z pełnym uszanowania i godności postępowaniem wobec innych. Kształtowanie obywatelskie powinno prowadzić do kształtowania ludzi liczących się z prawami innych. W praktycznej działalności proponuje on, aby odpowiedzialne zadania powierzać tym, którzy sprawują kłopoty wychowawcze i w ten sposób mobilizować ich do pracy nad sobą – uczniowie zaangażowani w system wzajemnego wsparcia, pozytywnie wpływając nas swoich kolegów, sami zaczynają zmieniać się na lepsze.
Wychowanie estetyczne
Wychowanie estetyczne powinno prowadzić do głębokiej refleksji nad dziełami artystów. Nie można pozwolić by uczniowie zwracali uwagę jedynie na zmysłowe doznania, skupiając się na zewnętrznej formie dzieła. Foerster przestrzega przed powierzchownym podejściem do sztuki, bowiem wykształcenie estetyczne nie połączone z kulturą etyczną może być przyczyną pojawienia się skłonności do ciągłego poszukiwania wrażeń i przyjemności.
Samowychowanie wychowawcy
Foerster stoi na stanowisku, że wychowawca sam musi urzeczywistniać ideał, do którego pragnie doprowadzić wychowanka. Postuluje „rozszerzenie moralno-pedagogicznego kształcenia nauczycieli i usunięcie nadmiaru ich pracy pamięciowej w seminariach”. Opowiada się także za (jakże aktualną w dzisiejszych czasach) opinią, aby polepszyć sytuację materialną nauczycieli tak, aby troski materialne i nadmierne przeciążenie pracą nie dominowało nad sprawami wychowania młodzieży.

## Główne prace
- O wychowaniu obywatelskim, 1910 (wyd. pol. 1919)
- Szkoła i charakter, 1914 (wyd. pol. 1919)
- Wychowanie i samowychowanie, 1918 (wyd. pol. 1920)
- Erlebte Weltgeschichte 1869–1953, 1953
- Schriften zur politischen Bildung, 1967

Źródło: